# 広田一
広田 一（廣田 一、ひろた はじめ、1968年10月10日 - ）は、日本の政治家。参議院議員（4期）。
衆議院議員（1期）、防衛大臣政務官、参議院国土交通委員長、民主党国会対策委員長代理、衆議院会派「社会保障を立て直す国民会議」国会対策委員長、立憲民主党国会対策委員長代理、高知県議会議員（2期）を歴任した。

## 来歴
高知県土佐清水市出身。高知高等学校、早稲田大学社会科学部卒業。早大在学中の3年間、小渕恵三衆議院議員の下で鞄持ちを務めていた。大学卒業後、西武鉄道グループであったコクドに入社。
1995年、高知県議会議員選挙に7月の第17回参議院議員通常選挙に出馬する父・広田勝（同選挙では落選、第41回衆議院議員総選挙でも高知3区から立候補して落選し、政界を引退。その後土佐清水商工会議所会頭などを歴任）の後継として立候補し、初当選。県議時代は自由民主党に所属し、2期6年務めた。1997年より父が四万十市で営む食品卸売業・幡多上島珈琲の取締役。2001年、高知県議を2期目の任期途中で辞職し、第19回参議院議員通常選挙に無所属で高知県選挙区から出馬したが、自民党現職の田村公平に敗れ、落選。2004年、第20回参議院議員通常選挙に再び無所属で高知県選挙区から出馬し、自民党現職の森下博之を破り初当選した。当選後、会派「民主党・新緑風会」に入会。
2009年、民主党幹事長を務めていた小沢一郎の要請を受け、民主党に入党。2010年の第22回参議院議員通常選挙では民主党公認で高知県選挙区から出馬し、再選。同年9月、菅直人第1次改造内閣で防衛大臣政務官に任命され、菅直人第2次改造内閣まで務めた。
2014年、参議院国土交通委員長に就任。2015年11月、参議院における徳島・高知の合区への反対により次の改選への出馬を見送る意向を表明し、翌2016年1月、民進党の玄葉光一郎選挙対策委員長から、次期衆議院議員総選挙に高知2区から出馬するよう、要請を受けた。同年の第24回参議院議員通常選挙には前年に表明した通り、出馬を見送った。
2017年の第48回衆議院議員総選挙に際し、前原誠司民進党代表が9月27日、民進党を事実上解党し、希望の党からの立候補を容認する方針を表明。広田も高知2区で希望の党の公認の内定を受けていたが、10月5日に高知市内で記者会見し、希望の党からの公認を辞退したうえで、同時に立憲民主党からも公認を受けない無所属で立候補する意向を表明。広田の無所属での出馬表明を受け、日本共産党は公認候補の擁立を取り下げ、高知2区では広田を支援する方針を明らかにして共産空白区となった。事実上の野党統一候補で高知2区から出馬し、終盤に至るまで接戦が伝えられていたが、自由民主党前職で元農林水産大臣の山本有二を2万票超の大差で破り、当選（山本も比例復活）。小選挙区比例代表並立制の導入以来、自民党以外の候補が高知県の小選挙区で議席を獲得したのは、第41回衆議院議員総選挙で日本共産党の山原健二郎が高知1区で当選して以来21年ぶりで、2000年から自民党が一貫して獲得してきた小選挙区の議席の独占が、広田の当選により途絶えた。
選挙後の10月25日、野田佳彦や岡田克也、安住淳ら無所属で出馬し当選した民進党籍の残る議員の会合に出席し、新たな会派の結成で一致。翌10月26日、広田を含む13人が「無所属の会」を結成した。
2018年に民進党が希望の党と合流し国民民主党に移行した際には不参加を表明し、5月7日に民進党に離党届を提出した。
2019年1月15日、「無所属の会」の岡田克也代表ら9人の議員は立憲民主党会派に入会。1月16日、立憲会派合流を見送った野田佳彦は、残る広田、玄葉光一郎、本村賢太郎の3人、会派に所属していなかった重徳和彦、井出庸生、中島克仁の3人とともに新しい衆院会派「社会保障を立て直す国民会議」を結成したと発表した。
2020年9月3日、立憲民主党と国民民主党が解党して設立する合流新党に参加する意向を表明。同月15日、（新）立憲民主党に入党した。
2021年、第49回衆議院議員総選挙に立憲民主党公認で高知2区から再び出馬するも、前高知県知事で自民党公認の尾﨑正直にダブルスコアの大差をつけられて敗れ、落選。
2022年7月、幡多上島珈琲の社長に就任。
2023年5月、立憲民主党高知県連代表代行を退任、党籍を更新しなかったため同月末で無所属となった。
2023年7月23日、同年10月の参議院徳島・高知選挙区補欠選挙への立候補を前向きに検討する意向を表明した。高知市内で面会した立憲民主党高知県連幹部の出馬要請に対し、広田は無所属で出馬する考えを示し「まっとうな政治を取り戻す」と語った。8月18日に高知・徳島両市内で会見を行い、無所属での出馬を正式表明した。
10月22日の投開票の結果、自由民主党公認で前高知県議会議員の西内健を破り当選。
2024年9月26日、参院会派「立憲民主・社民」に入会。これに伴い会派名が「立憲民主・社民・無所属」に変更された。
2025年7月20日投開票の第27回参議院議員通常選挙で4選。

## 政策・主張

### 憲法
- 憲法改正について、2017年の朝日新聞社のアンケートで「どちらかといえば反対」と回答[34]。2021年のNHK、毎日新聞社のアンケートで「賛成」と回答[35][36]。
- 憲法9条への自衛隊の明記について、2021年のNHKのアンケートで「反対」と回答[35]。
- 憲法を改正し緊急事態条項を設けることについて、2021年の毎日新聞社のアンケートで「賛成」と回答[36]。

### 外交・安全保障
- 敵基地攻撃能力の保有について、2021年の毎日新聞社のアンケートで「反対」と回答[36]。
- 普天間基地の辺野古移設をめぐる政府と沖縄県の対立をどう考えるかとの問いに対し、2021年の毎日新聞社のアンケートで「政府は埋め立てをいったん中断して、沖縄県と話し合うべき」と回答[36]。
- 徴用工訴訟などの歴史問題をめぐる日韓の関係悪化についてどう考えるかとの問いに対し、2021年の毎日新聞社のアンケートで「より強い態度で臨む」と回答[36]。

### ジェンダー
- 選択的夫婦別姓制度の導入について、2021年のNHKのアンケートで「賛成」と回答[35]。
- 同性婚を可能とする法改正について、2021年のNHKのアンケートで「賛成」と回答[35]。
- クオータ制の導入について、2021年のNHKのアンケートで「賛成」と回答[35]。

### その他
- 「原子力発電への依存度について今後どうするべきか」との問題提起に対し、2021年のNHKのアンケートで「下げるべき」と回答[35]。
- 10％の消費税率について、2021年の毎日新聞社のアンケートで「引き下げるべき」と回答[36]。
- 森友学園への国有地売却をめぐる公文書改竄問題で、2021年5月6日、国は「赤木ファイル」の存在を初めて認めた[37]。しかし5月13日、菅義偉首相はファイルの存在を踏まえた再調査を行わない考えを報道各社に書面で示した[38]。9月の自民党総裁選挙で総裁に選出された岸田文雄も10月11日、衆議院本会議の代表質問で再調査の実施を否定した[39]。国の対応をどう考えるかとの同年の毎日新聞社のアンケートに対し、「さらに調査や説明をすべき」と回答[36]。
- 受動喫煙防止を目的に飲食店などの建物内を原則禁煙とする健康増進法改正について、広さによる一律規制に反対。「広さというよりは、飲食店の個別的事情・方針によるべき。スタッフが喫煙者のみで、喫煙を目的とする客のみが利用する業務形態であれば、可能とする余地がある」としている [40]。
- 参議院選挙での合区は解消すべきだとしている[41]。

## 人物
- 第48回衆院選以降は、民進党籍はあるものの「無所属で戦ったのに、民進党の政党交付金を受け取るのは筋が通らない」として自身の分については政党交付金申請への同意を拒み、受け取りを辞退していた[42][43][44]。

## 所属団体・議員連盟
- 早稲田大学校友会（代議員）[4]
- 高知県なぎなた連盟（副会長）[4]
- 高知県フライングディスク協会（会長）[4]
- 幡多上島珈琲株式会社（取締役）

## 選挙歴
| 当落 | 選挙                     | 執行日         | 年齢 | 選挙区               | 政党       | 得票数     | 得票率 | 定数 | 得票順位 /候補者数 | 政党内比例順位 /政党当選者数 |
| ---- | ------------------------ | -------------- | ---- | -------------------- | ---------- | ---------- | ------ | ---- | ------------------ | ---------------------------- |
| 当   | 1995年高知県議会議員選挙 | 1995年4月9日   | 36   | 土佐清水市選挙区     | 無所属     | ーー票     | ーー   | 1    | ー/ー              | /                            |
| 当   | 1999年高知県議会議員選挙 | 1999年4月11日  | 40   | 土佐清水市選挙区     | 無所属     | ーー票     | ーー   | 1    | ー/1               | /                            |
| 落   | 第19回参議院議員通常選挙 | 2001年07月29日 | 32   | 高知県選挙区         | 無所属     | 11万2673票 | 30.32% | 1    | 2/5                | /                            |
| 当   | 第20回参議院議員通常選挙 | 2004年07月11日 | 35   | 高知県選挙区         | 無所属     | 15万9178票 | 43.57% | 1    | 1/4                | /                            |
| 当   | 第22回参議院議員通常選挙 | 2010年07月11日 | 41   | 高知県選挙区         | 民主党     | 13万7306票 | 37.51% | 1    | 1/5                | /                            |
| 当   | 第48回衆議院議員総選挙   | 2017年10月22日 | 47   | 高知県第2区          | 無所属     | 9万2179票  | 56.48% | 1    | 1/2                | /                            |
| 落   | 第49回衆議院議員総選挙   | 2021年10月31日 | 53   | 高知県第2区          | 立憲民主党 | 5万5214票  | 31.52% | 1    | 2/3                | 5/1                          |
| 当   | 第25回参議院議員補欠選挙 | 2023年10月22日 | 55   | 徳島県・高知県選挙区 | 無所属     | 23万3250票 | 62.15% | 1    | 1/2                | /                            |
| 当   | 第27回参議院議員通常選挙 | 2025年07月20日 | 56   | 徳島県・高知県選挙区 | 無所属     | 26万4891票 | 43.82% | 1    | 1/4                | /                            |